# 荒島岳
荒島岳（あらしまだけ）は、福井県大野市にある標高1,523mの山である。別名大野富士（おおのふじ）。福井県内で唯一日本百名山に選定されている。白山と同様に泰澄が開山したという説と行基が聖観音菩薩を祀るため開山した説の2つの説がある。山頂には延喜式内小社荒島神社があり、信仰の山とされてきた。山域は奥越高原県立自然公園区域に指定されている。

## 火山・地形
約2000万年前、日本列島がアジア大陸から分離する頃、荒島岳の位置に巨大カルデラ火山があった。そのカルデラ火山が、長い年月の間に浸食をうけた。その残骸（コールドロンと呼ばれる）が荒島岳である。南側の九頭竜川支流の荒島谷川は深い谷で、「まぼろしの大垂（おおたる）」と呼ばれる落差60mの福井県で最大規模の滝がある。

## 山名の由来
平安時代の905年（延喜5年）に編纂された延喜式において、阿羅志摩我多気（あらしまがたけ）と記載されているのが山名の初見である。また延長5年（927年）にまとめられた延喜式神名帳には越前国大野郡式内小社に荒島神社の記載がある。
越前国風土記には「蕨生（わらびょう）山」の記載もあり、現時点では山名の由来を説明する確たる説はない。

## 登山

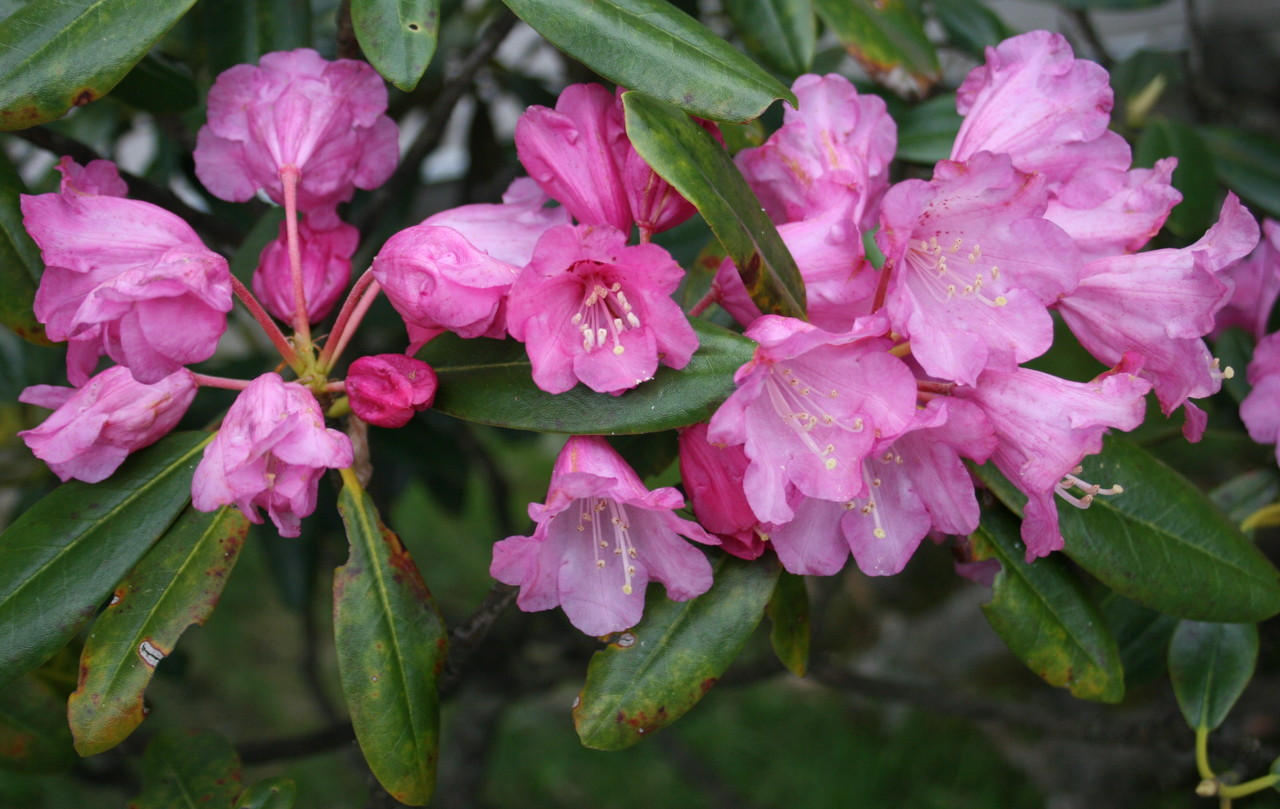
登山道で見られるシャクナゲ

日本百名山に選定されているため、福井県外から訪れる登山者も多い。各方面からの登山道があり、勝原からの登山道がよく利用されている。春先に登山道脇ではイワウチワ、カタクリ、シャクナゲなどの花が見られる。荒島岳の山開きの「芽吹祭」は、例年5月上旬の日曜日に開催されている。山頂から南斜面には、小規模ながらお花畑が見られ、ハクサンフウロ、タカネマツムシソウ、カライトソウ、コバイケイソウ、クガイソウ、シモツケソウ、タテヤマウツボグサ、リョウハクトリカブト、シオガマギクなどが咲き誇り、アサギマダラが飛び交う。荒島岳への登山道は、4コースが設定されている。
- 勝原（かどはら）コース[3]

旧カドハラスキー場（一部を中部縦貫自動車道 勝原ICに転用）からのコース。ブナ林の急な尾根の先に「シャクナゲ平」と呼ばれるピーク（標高1,204m）があり、多方面からの登山道と合流する。その南東方向の尾根には「もちがかべ」と呼ばれる急斜面があり、その先の山頂には一等三角点と荒島大権現の神社がある。登頂まで約3時間40分の行程となる。
- 中出（なかんで）コース[3]

北西の大野市蕨生（わらびょう）からの林道先で、「みずごう」と呼ばれる慈水観音に湧水がある。稜線の先には小荒島岳（標高1,186m）があり、その先のシャクナゲ平で多方面からの登山道と合流する。
- 佐開（さびらき）コース[3]

西の大野市佐開から荒島養魚場と鬼谷林道を経てシャクナゲ平に至るルートがある。登り口となる林道は悪路で駐車スペースが設置されていないため、登山には不向きとされている。
- 下山コース（新しもやまコース）

南東の国道158号の下山から荒島谷川を渡り南西の稜線から山頂に至る難路のルートがあったが、荒廃が進んでおり通行困難な状態である。
2012年（平成24年）に「新しもやまコース」が整備された。登山口は越美北線の越前下山駅近くにあり、旧コースとは異なるルートをとる。急な坂路が続くため、健脚者向けのコースとなる。

## 地理

### 周辺の山

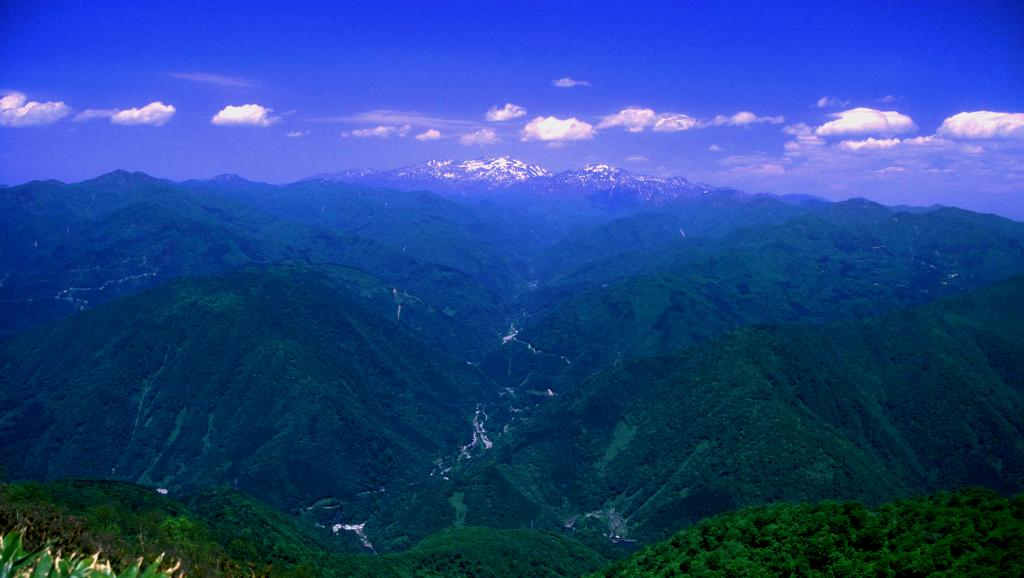
荒島岳山頂から望む白山

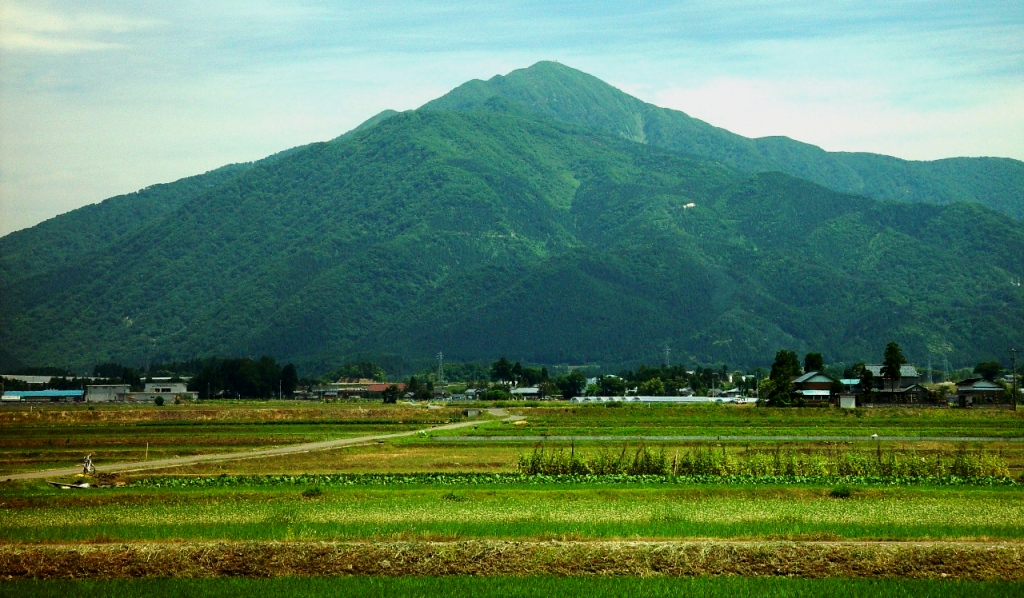
麓の大野市から望む荒島岳

北側には両白山地の山々が連なる。南側には能郷白山などの越美山地の山々が連なる。
| 山容 | 名称     | 標高 （m） | 三角点等級 基準点名 | 荒島岳からの 方角と距離（km） | 備考         |
| ---- | -------- | ---------- | ------------------- | ----------------------------- | ------------ |
|      | 白山     | 2,702.17   | 一等 「白山」       | 北北東 28.9                   | 日本百名山   |
|      | 野伏ヶ岳 | 1,674.28   | 三等 「野伏」       | 北東 14.7                     | 日本三百名山 |
|      | 経ヶ岳   | 1,625.20   | 一等 「経ケ岳」     | 北 12.6                       | 日本三百名山 |
|      | 小荒島岳 | 1,186      |                     | 北西 1.8                      |              |
|      | 荒島岳   | 1,523.49   | 一等 「荒島山」     | 0                             | 日本百名山   |
|      | 能郷白山 | 1,617.33   | 一等 「能郷白山」   | 南南西 20.7                   | 日本二百名山 |

### 源流の河川
日本海へと流れる九頭竜川水系の支流の源流部にある。北側に九頭竜川が流れ、西側にその支流の真名川が流れる。南山腹を荒島谷川が流れ、山頂から1.4km南に「まぼろしの大垂」の滝がある。山頂から5.7km西南西に真名川ダムがある。山頂から9.3km南東に九頭竜ダムがある。

## その他

### 頂上無線中継施設
かつて頂上に九頭竜ダム完成に伴い無線中継所と反射板が設置されていたが、2003年10月に撤去された。

## 関連図書
- 深田久弥『百名山ふたたび』河出書房新社、2000年4月、161-171頁。ISBN 4309264107。
- 日本山岳会『新日本山岳誌』ナカニシヤ出版、2005年11月、1204-1205頁。ISBN 4-779-50000-1。
- 『改訂版 福井県の山』山と溪谷社、2010年3月、74-75頁。ISBN 9784635023696。
- 『改訂新版 名古屋周辺の山』山と溪谷社、2010年7月、292-293頁。ISBN 9784635180177。
- 『山と高原地図 白山 荒島岳 2011年版』昭文社、2011年3月。ISBN 9784398757838。